# Matías Gómez García
Pour les articles homonymes, voir Gómez et García.
Matías Gómez García, né le 22 juillet 1990 à Ciudad Real, est un karatéka espagnol. Il a remporté la médaille d'or du kumite moins de 60 kilos aux championnats d'Europe de karaté en 2012 à Adeje et en 2016 à Montpellier.
Il est médaillé de bronze de kumite par équipes aux Championnats d'Europe de karaté 2019.